# Yoshinogari

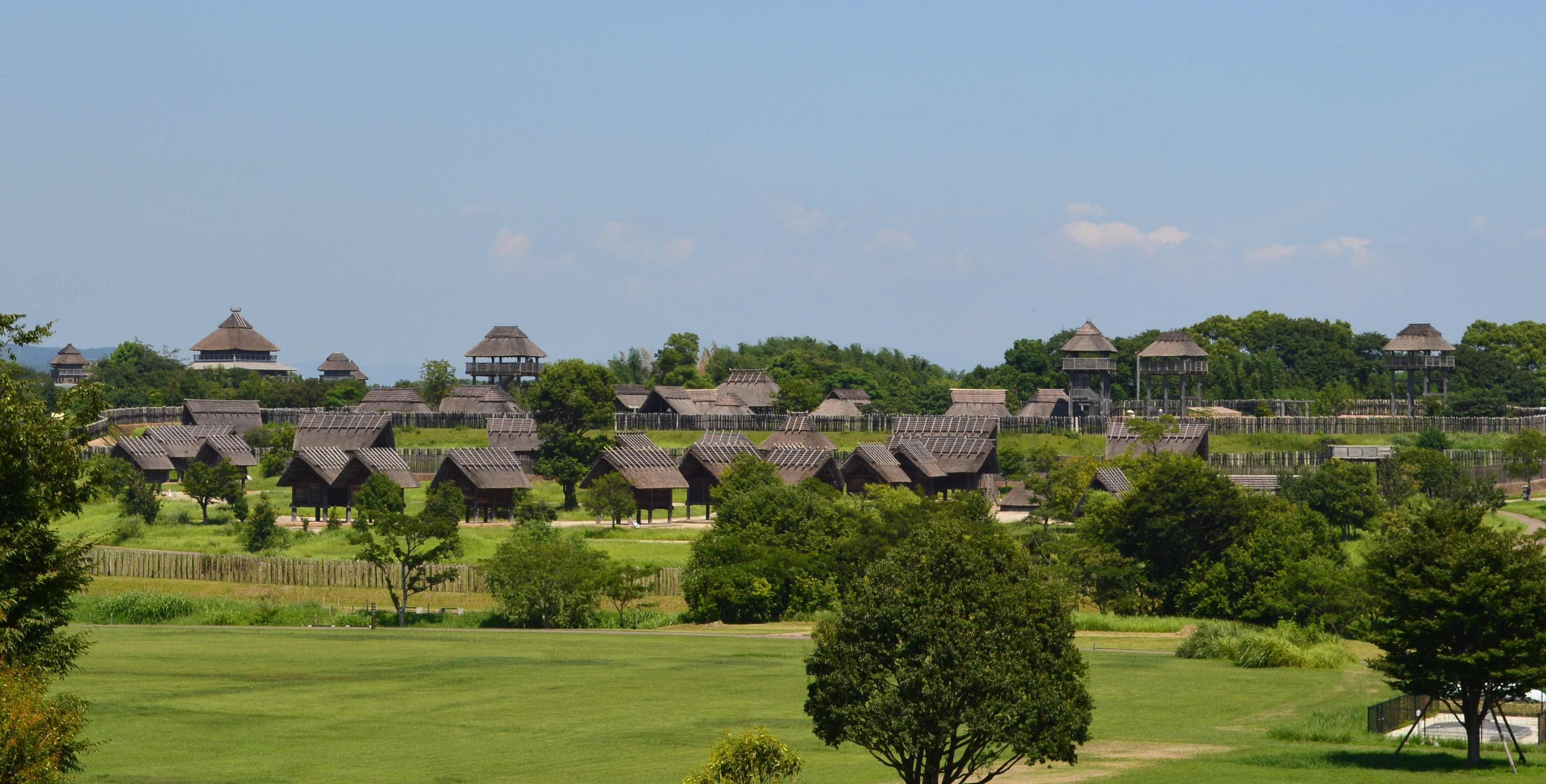
Ausgrabungsstätte Yoshinogari

Yoshinogari (japanisch 吉野ヶ里 遺跡 Yoshinogari Iseki) ist eine archäologische Ausgrabungsstätte mit einer Ringgrabensiedlung aus der Yayoi-Zeit. Das 117 ha große Gelände erstreckt sich zwischen den Ortschaften Yoshinogari, Mitagawa und Kanzaki auf der Sefuri-Hügelkette in der Präfektur Saga. Die Ausgrabungen begannen 1986 und dauern noch an. Ein Teil des Ausgrabungsgeländes steht gegenwärtig unter öffentlicher Verwaltung und ist seit 2001 als „Historischer Park Yoshinogari“ (吉野ヶ里歴史公園 Yoshinogari Rekishi Kōen) zugänglich. Die Ausgrabungsstätte wurde 1990 zur historischen Stätte und im Mai 1991 zur Besonderen historischen Stätte Japans deklariert. Sie ist bedeutsam, da die Siedlung kontinuierlich bewohnt war und Wandel und Entwicklung über einen Zeitraum von 600 Jahren von der frühen bis zur späten Yayoi-Zeit (300 v. Chr. – bis 300 n. Chr.) erforscht werden können.

## Überblick

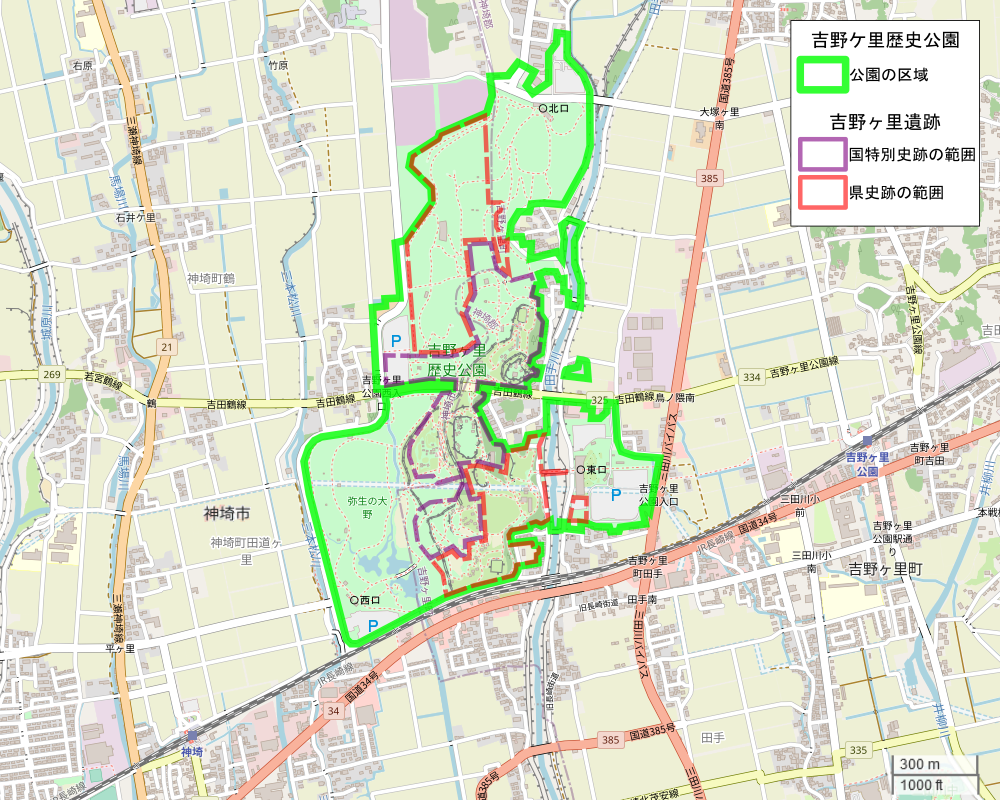
Lage des Ausgrabungsgeländes (hellgrün) und des Historischen Parks (dunkelgrün)

Die Ausgrabungsstätte befindet sich im Norden von Kyūshū auf der Sefuri-Gebirgskette in 1000 m über dem Meeresspiegel. Sie ragt in die Saga-Ebene hinein und erstreckt sich bis zum rechten Ufer des Flusses Chikugo. Sie liegt damit ca. 30 km südlich der Ausgrabungsstätte Itazuke. 1986 sollte auf diesem Gelände ein Industriepark entstehen, doch die zu Tage gekommenen Artefakte hielt man für so bedeutsam, dass die Bauarbeiten gestoppt wurden.

### Frühe Yayoi-Zeit
In der frühen Yayoi-Zeit bildete sich im südlichen Teil des Ausgrabungsgeländes eine Ringgrabensiedlung mit einer Größe von 2,5 ha heraus. Hier fand man die Überreste von Grubenhäusern, Vorratsgruben, Gräber mit Bestattungsgefäßen (甕棺墓 kamekanbo), Grubengräber (土坑墓 dokōbo) und Gräber mit Holzsärgen (木棺墓 mokkanbo). Außerdem fand man Schmelztiegel, sodass heute als gesichert gilt, dass die Herstellung von Bronzegegenständen bereits in der frühen Yayoi-Zeit einsetzte.

### Mittlere Yayoi-Zeit

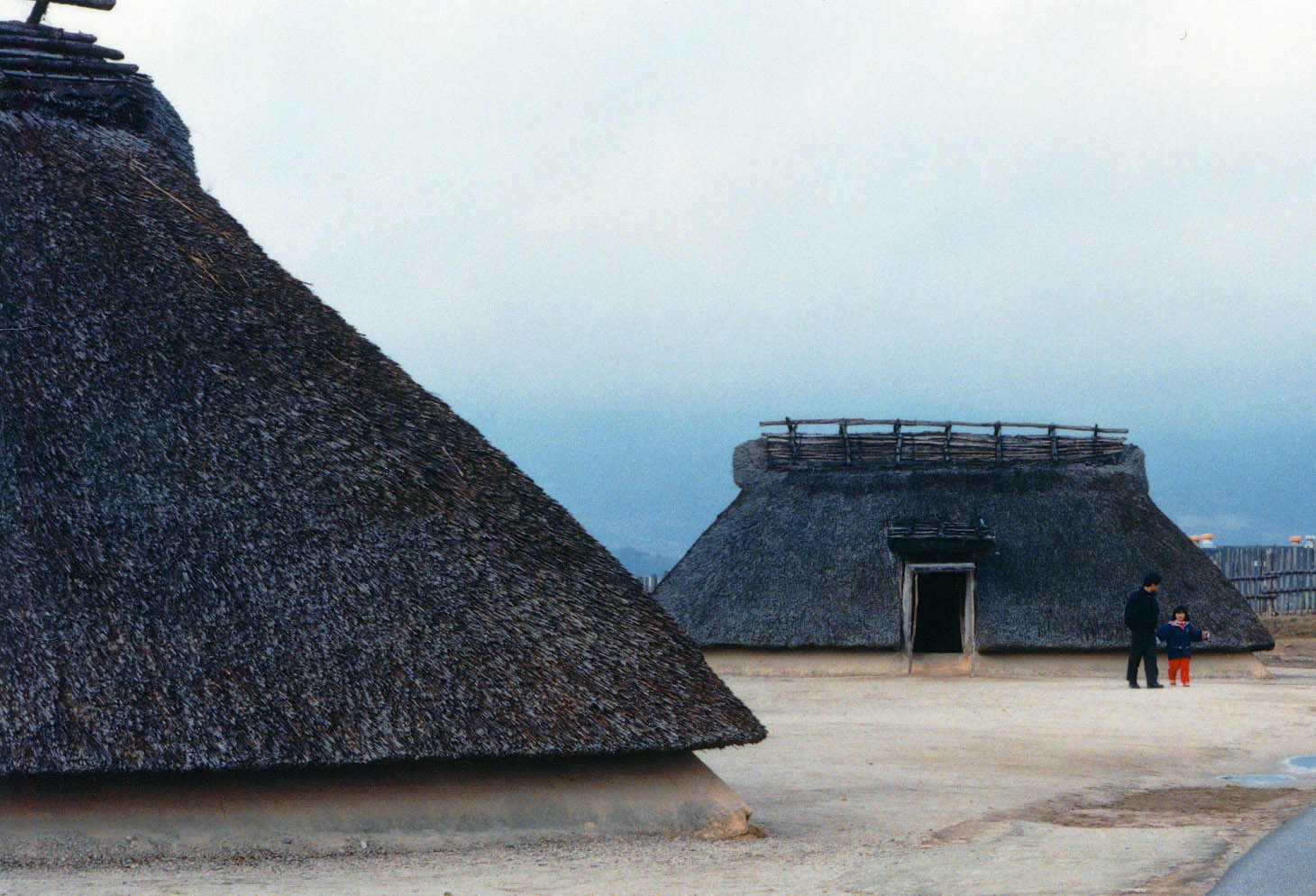
Rekonstruiertes Erdgrubenhaus

In der mittleren Yayoi-Zeit entstand ebenfalls im südlichen Teil des Ausgrabungsgeländes auf einem Hügel eine weitere Ringgrabensiedlung, die ca. 20 ha einfriedet. Die dort gefundenen Wohnhäuser gehören zum Songguk-ri Typ, dessen Ursprung Korea ist. Auch die dort aufgefunden verzierten Keramikscherben der Mumun-Keramik (無文土器 Mumon doki) belegen den Kulturimport aus Korea. Hier fand man auch Gussformen für zweischneidige Schwerter und Lanzen.
Eine Besonderheit ist ein künstlicher Hügel mit einer Kantenlänge von 40 m, in dessen Umfeld ein Vielzahl von Zerimonialgegenständen gefunden wurden, sodass man von einem Altar für Rituale ausgeht.
Aus dieser Zeit stammen zudem zwei eigens angelegte Bestattungsareale. Das erste Areal liegt außerhalb der Ringgrabensiedlung in nördlicher Richtung. Es umfasst regelmäßig angelegte Gräber mit Bestattungsgefäßen, in denen in der Mehrzahl Yayoi-Menschen beerdigt wurden. In einiger Entfernung von diesem Areal befindet sich ein großes Grab mit Hügelschüttung (墳丘墓 funkyūbo), das 14 weitere Gräber mit Bestattungsgefäßen enthält. Dieses Hügelgrab war ca. 4,5 m hoch und besitzt einen rechteckigen Grundriss mit Kantenlängen von 40 × 30 m. Bislang wurden etwa 2600 Gräber mit Bestattungsgefäßen ausgegraben.

### Späte Yayoi-Zeit

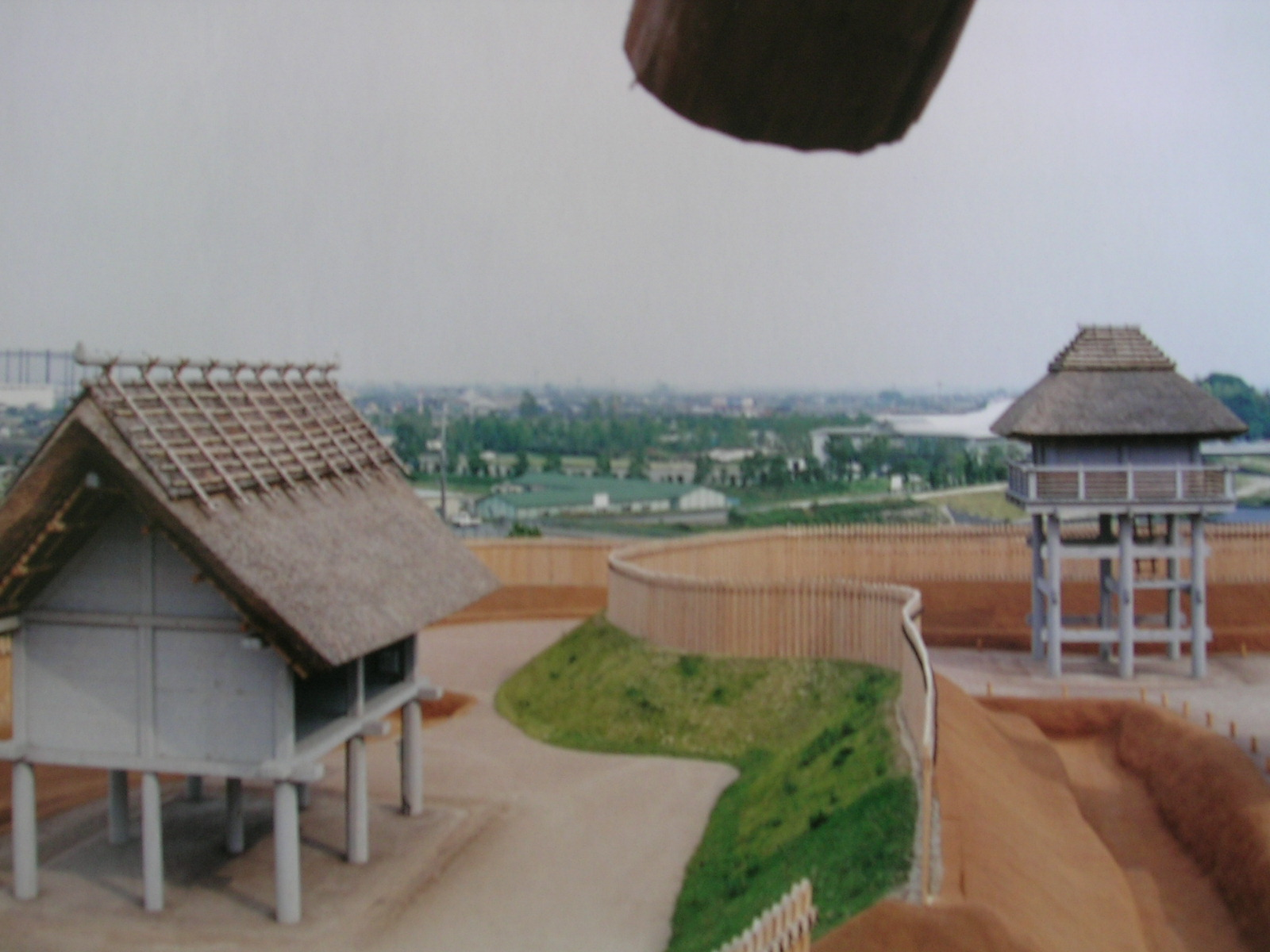
Nördliche Einfriedung mit rekonstruiertem Wachturm (rechts) und Hochbodenspeicher (links).

In der späten Yayoi-Zeit dehnt sich die Siedlung weiter nach Norden aus und umschließt ca. 40 ha. Damit ist sie die größte bisher aufgefundene Ringgrabensiedlung Japans.  Diese Siedlung ist von einem äußeren und sehr tiefen, V-förmigen Graben umschlossen. Im Inneren der Siedlung befinden sich zwei weitere durch einen inneren Graben eingefasste Areale, die nördliche und südliche Einfriedung.
In der nördlichen Einfriedung fand man große Gebäude mit in den Boden eingetieften Pfosten (掘立柱建物 hottate bashira tatemono). Man nimmt an, dass diese Einfriedung der Wohnbereich des Oberhauptes war oder dass er religiösen Zeremonien diente, während die südliche Einfriedung als Wohnbereich der Oberschicht interpretiert wird. In der nördlichen Einfriedung befinden sich zudem Wachtürme.
Man nimmt an, dass die an chinesische Vorbilder angelehnte, charakteristische Bauweise in Yoshinogari, mit der achsensymmetrischen Gesamtanlage und den symmetrischen Vorsprüngen der Ringgraben, Vorbild für die Bauweise der Herrensitze wie Mitsudera in der folgenden Kofun-Zeit gewesen ist.

### Wichtige Kulturgüter

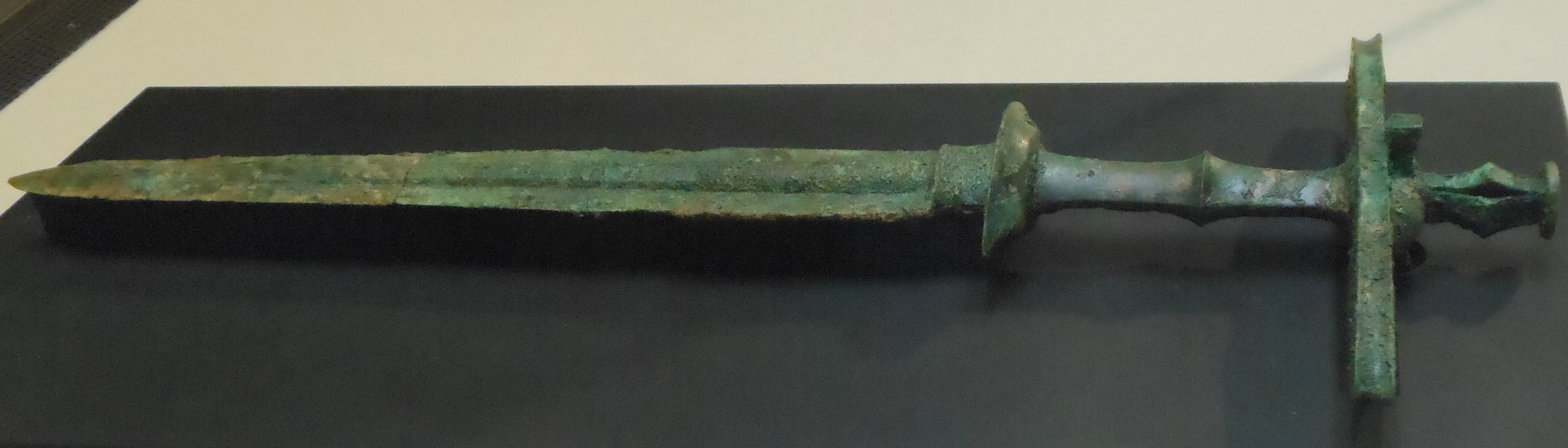
Bronzeschwert mit Knaufverzierung (1. Jhd. v. Chr.)

Die nachstehende Artefakte aus dem Hügelgrab auf dem Ausgrabungsgelände wurden vom Amt für kulturelle Angelegenheiten im Juni 1991 zu Wichtigen Kulturgütern deklariert. Sie befinden sich im Museum der Präfektur Saga (佐賀県立博物館 Saga kenritsu hakubutsukan).
- Fünf Bronzeschwerter
- Ein Bronzeschwert mit Knaufverzierung
- 79 Röhrenperlen aus Glas

in die Deklaration eingeschlossen sind zudem:
- Sieben Fragmente eines Bronzespiegels
- Ein Fragment eines Bronzeschwertes
- Ein Fragment einer Gussform für eine Lanze aus Bronze (siehe Abbildung)
- Zwei Fragmente einer Gussform für ein Bronzeschwert (siehe Abbildung)
- Ein Fragment einer Gussform für kommaförmige Bronzegegenstände
- Ein weiteres Fragment einer Gussform
- 1 Zinnbarren

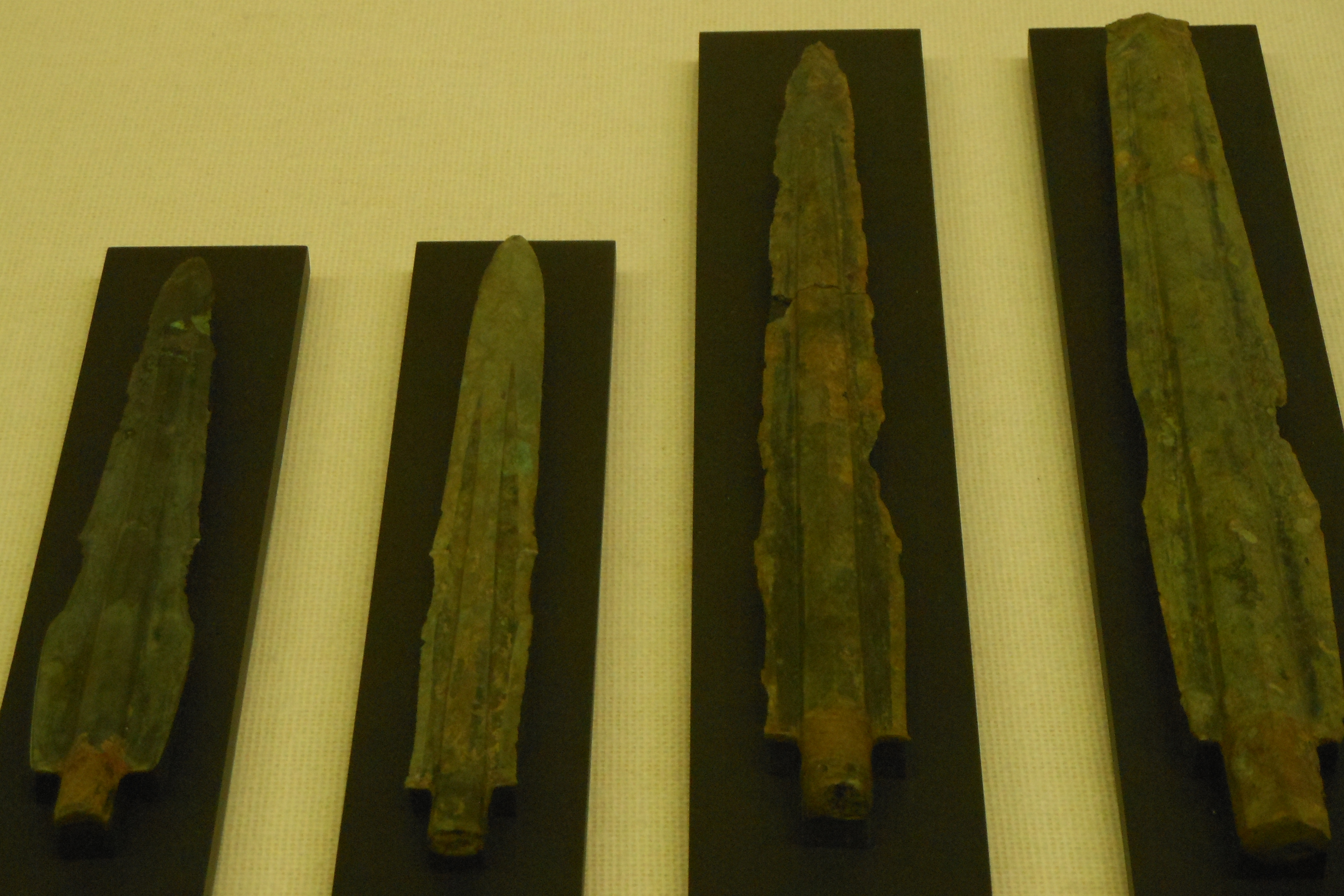
Vier Bronzeschwerter 1. Jhd. v. Chr.
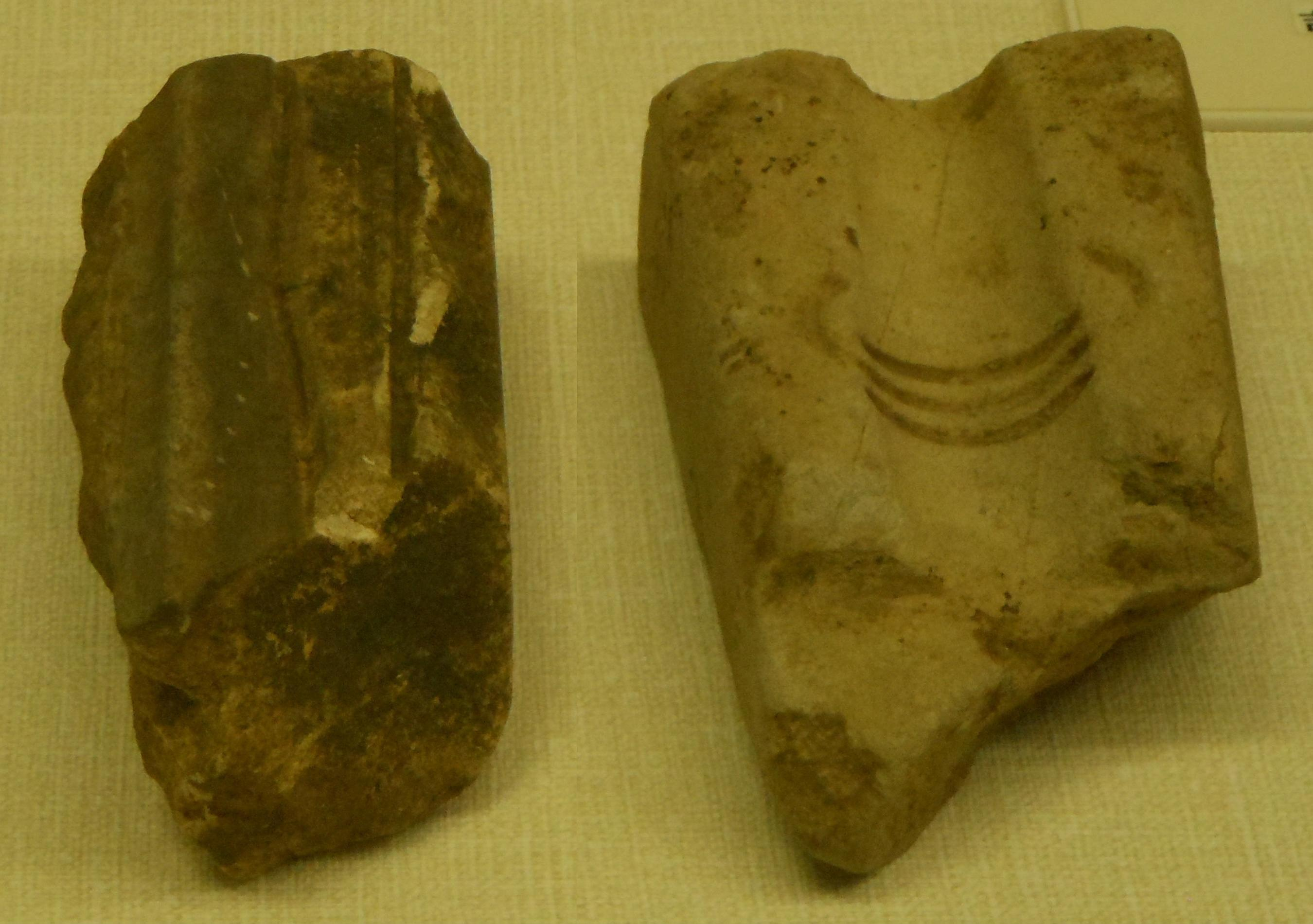
Gussformen eines Bronzeschwerts (links) und einer Lanze (rechts)

### Galerie

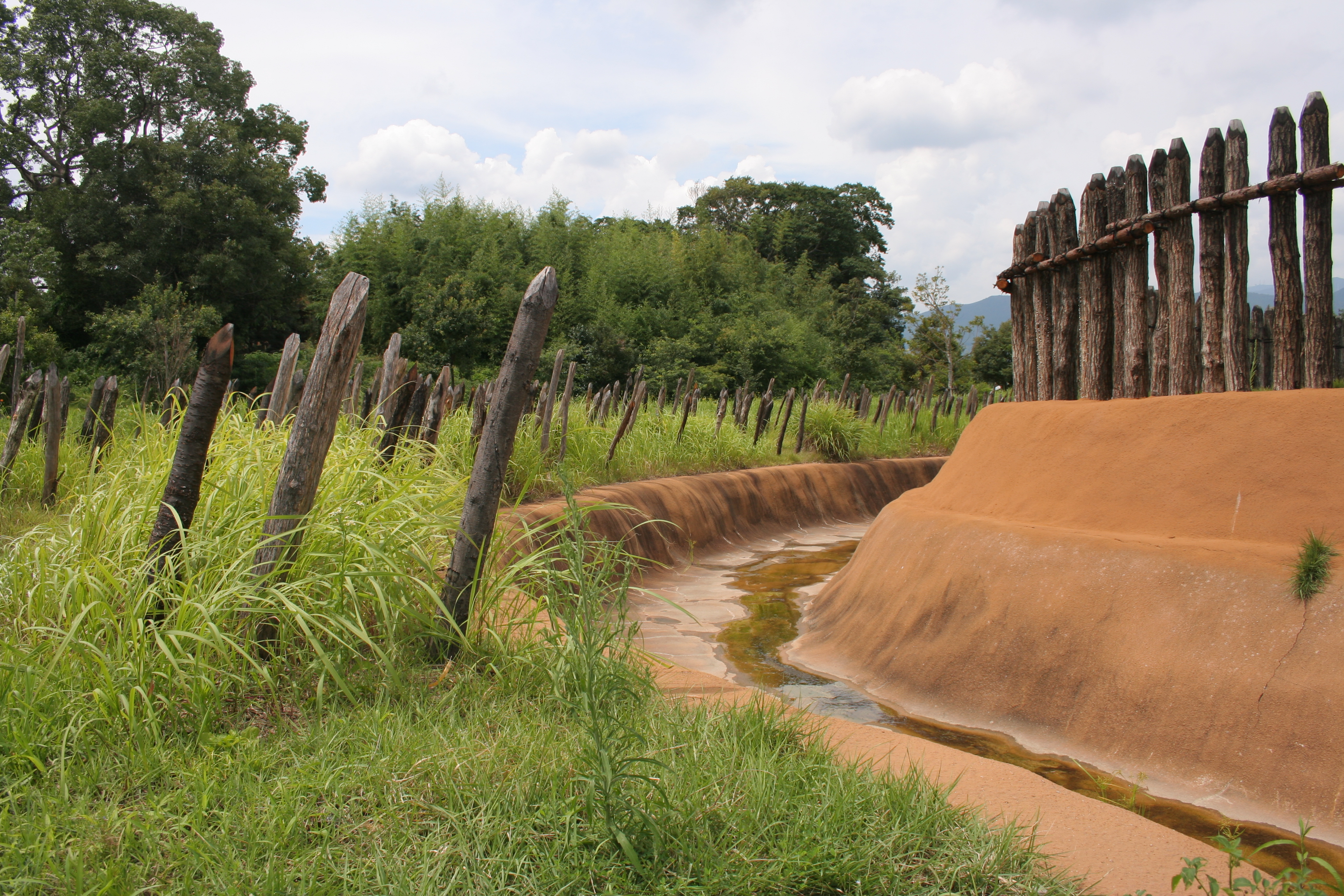
Wall und Palisade am äußeren Wassergraben
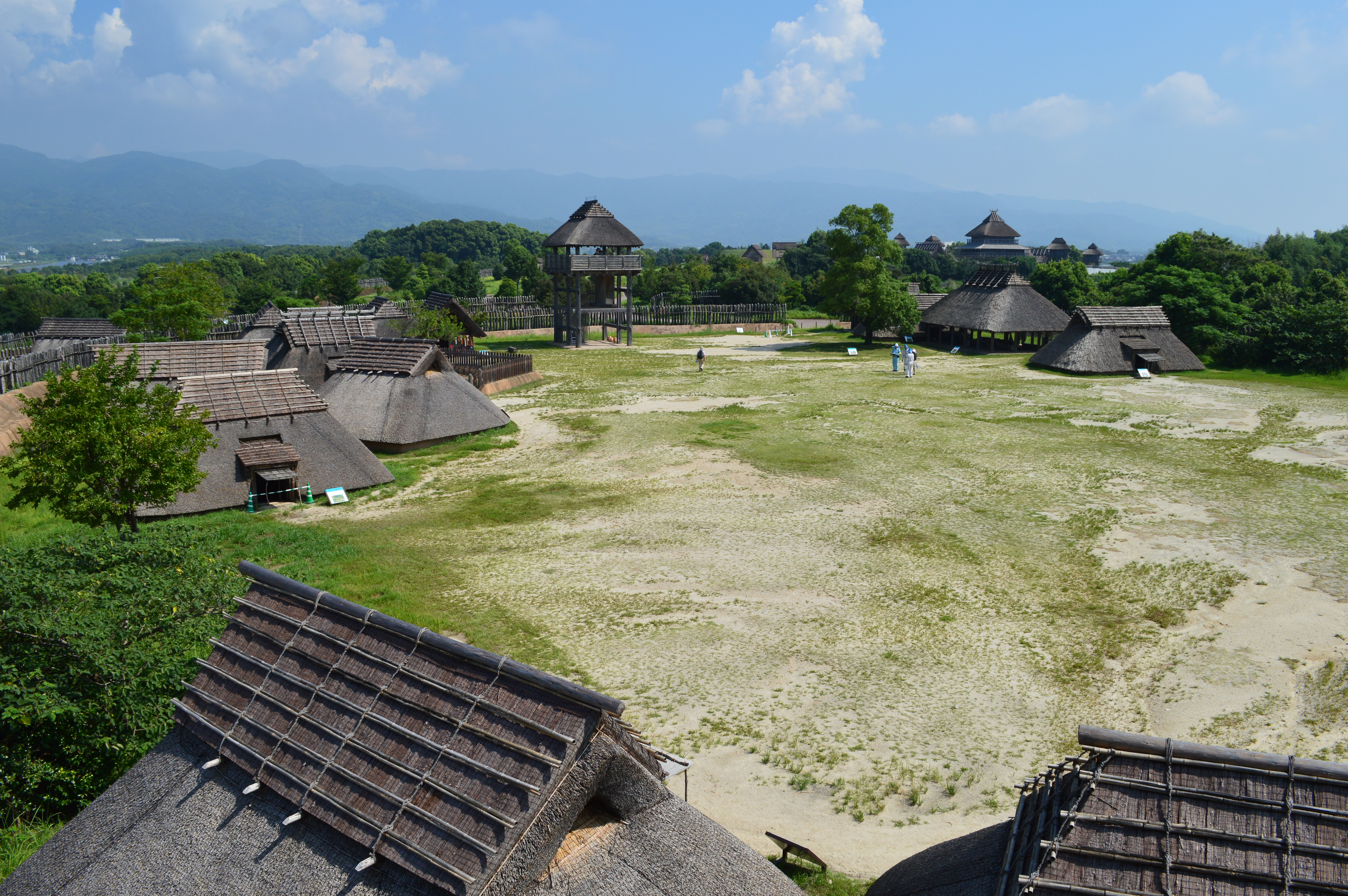
Blick von Innen auf die westlichen Befestigungen der Siedlung
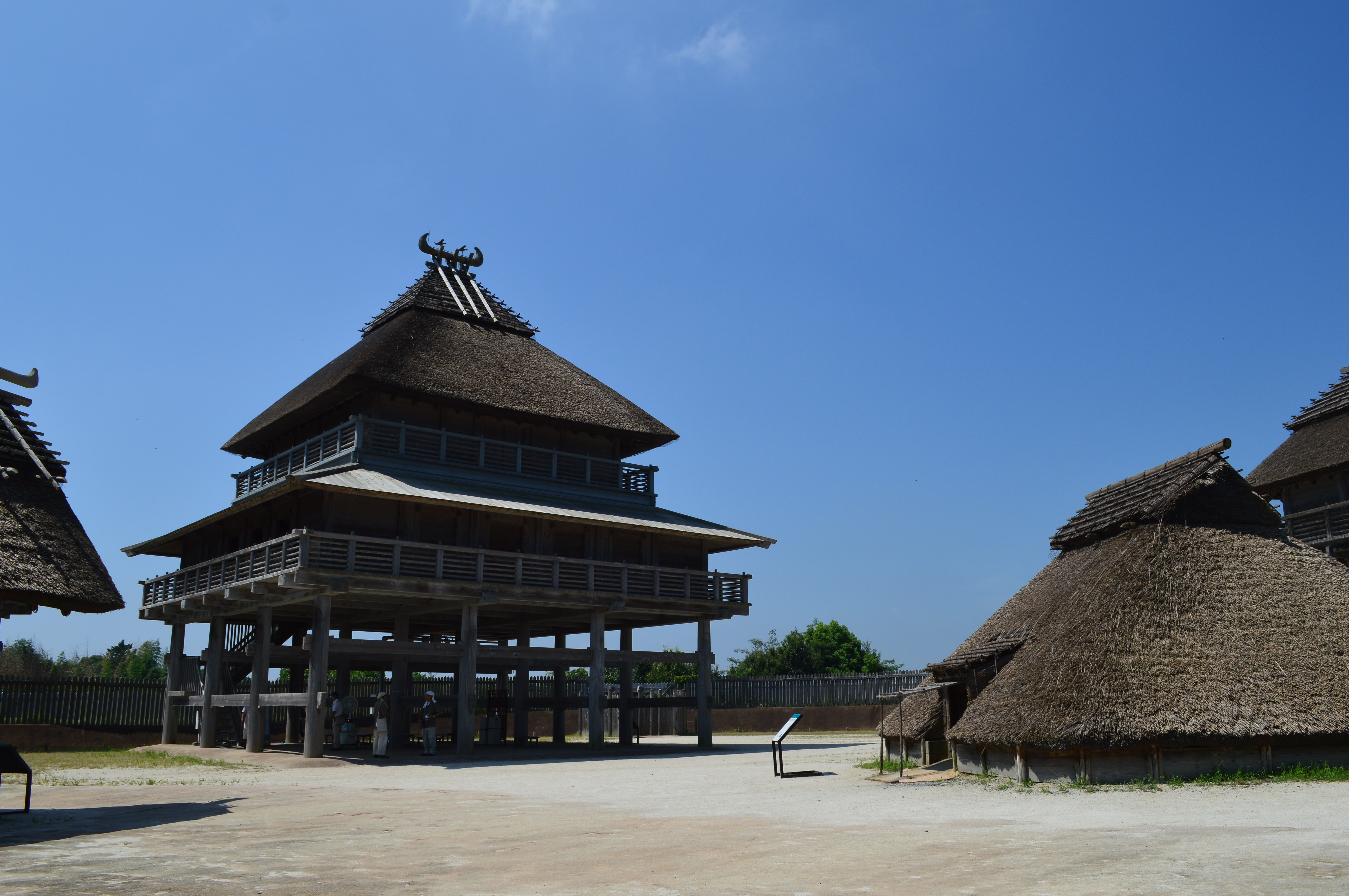
Palisade und Gebäude auf der Nordseite
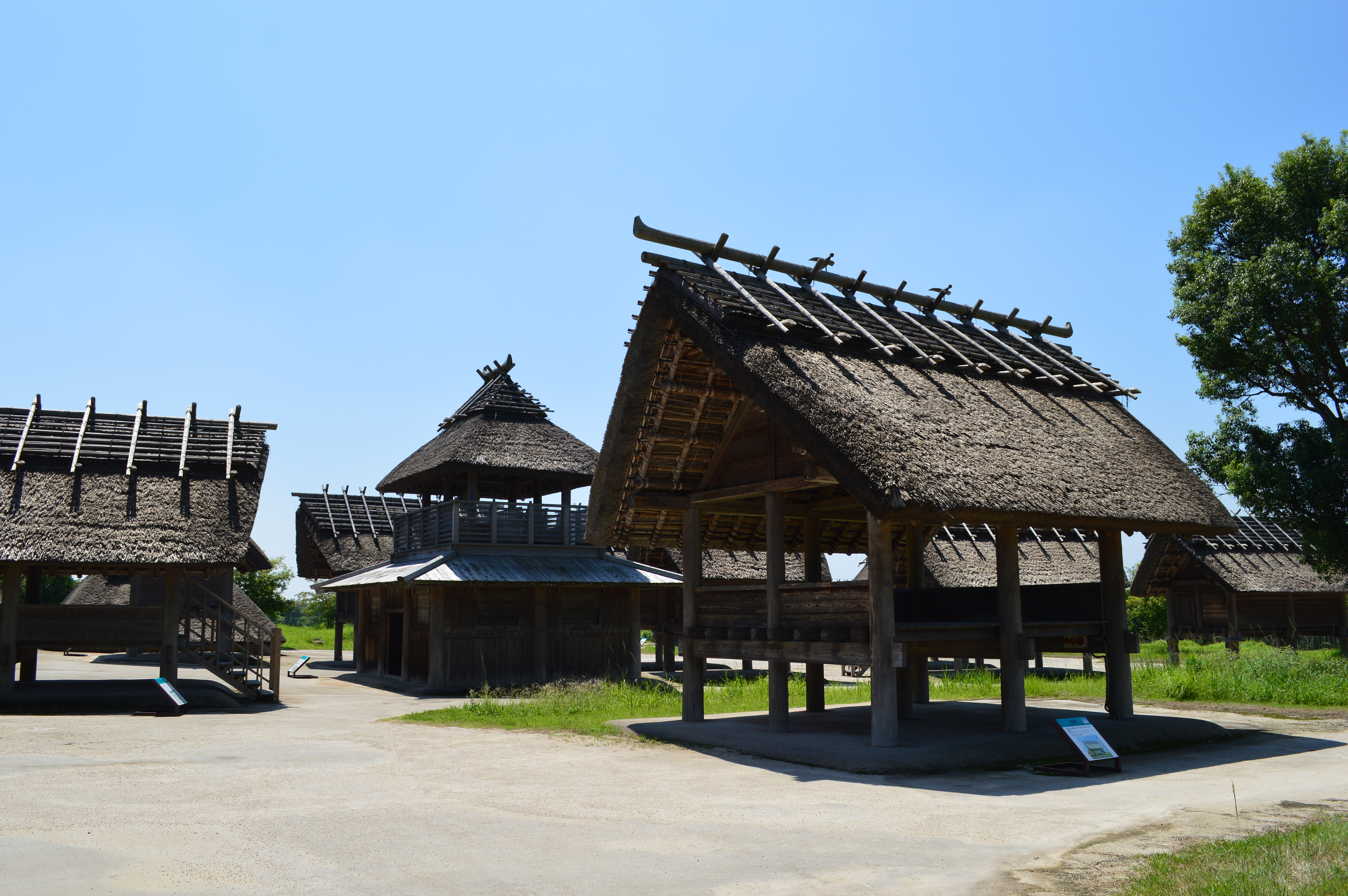
Zentrum, Marktplatz
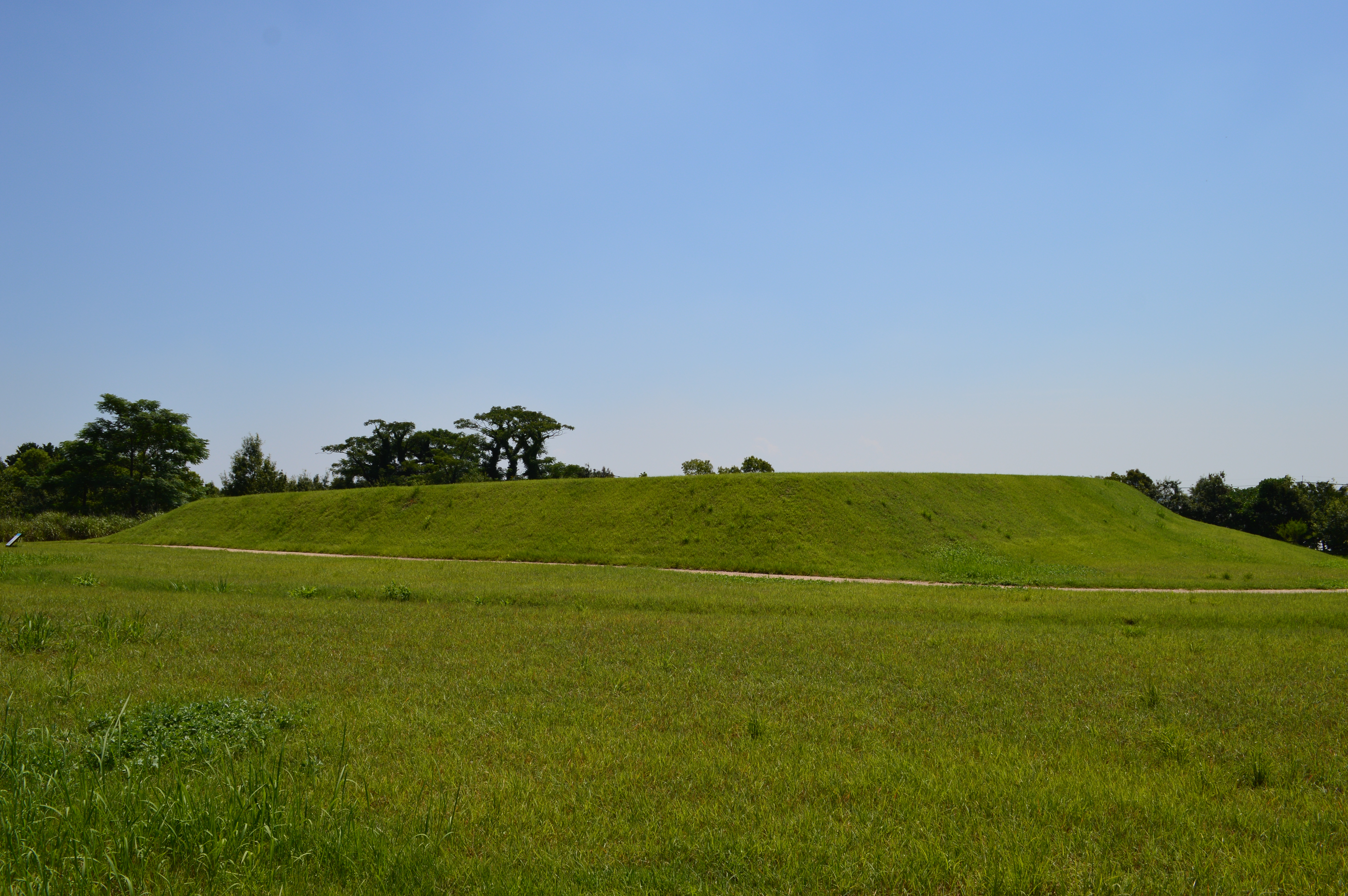
Altar
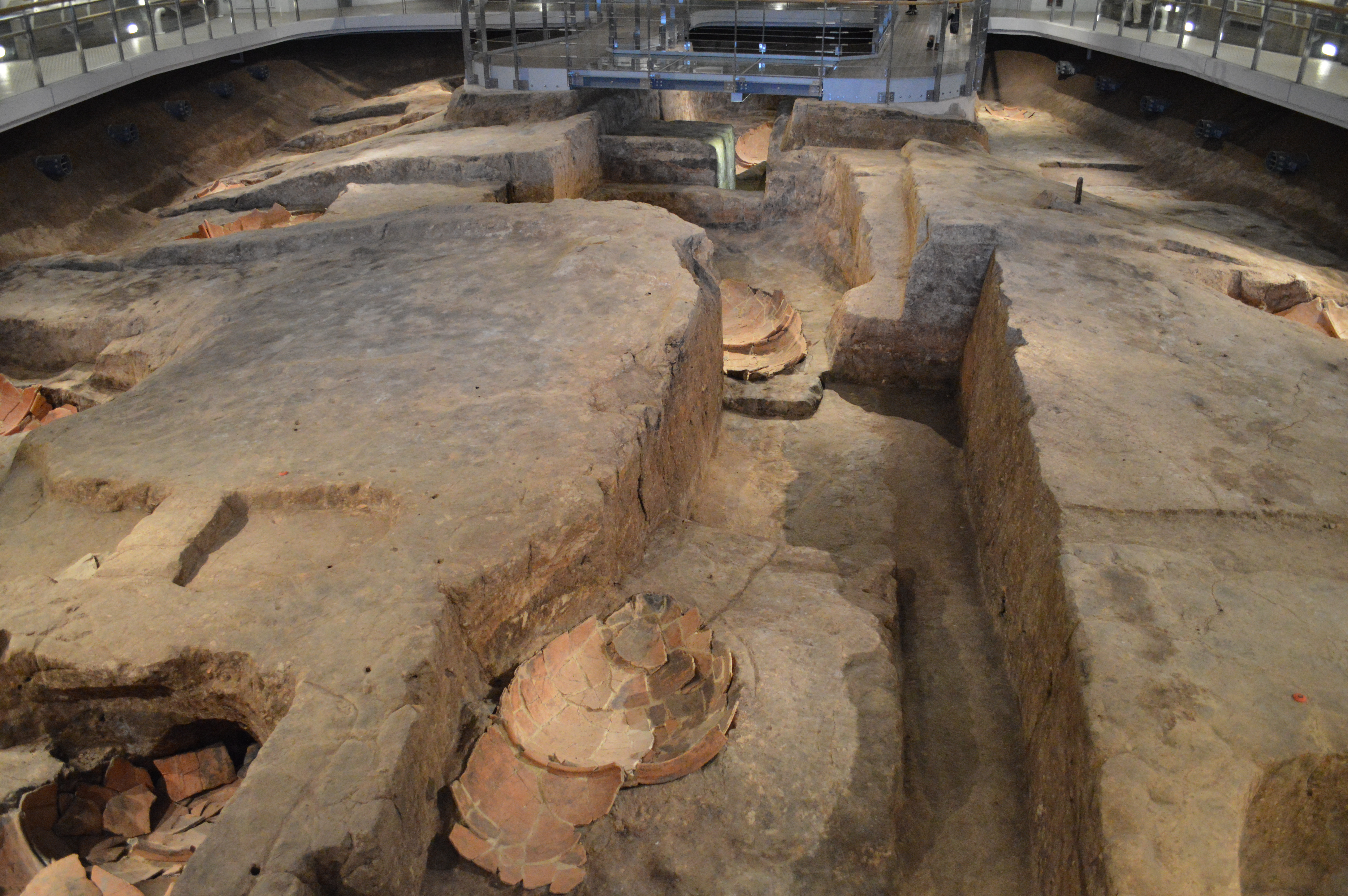
Nördliches Hügelgrab
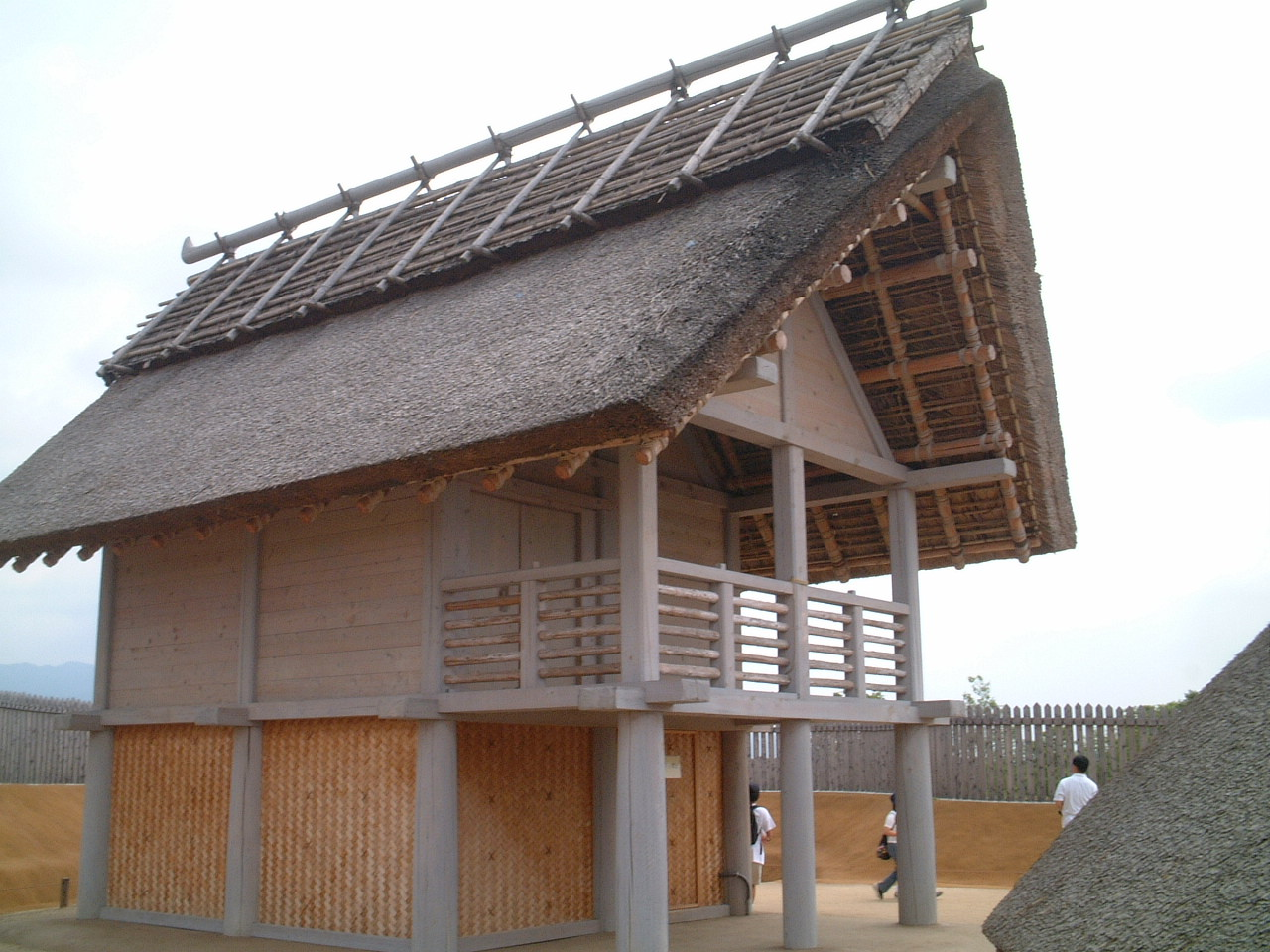
Rekonstruierter Speicher
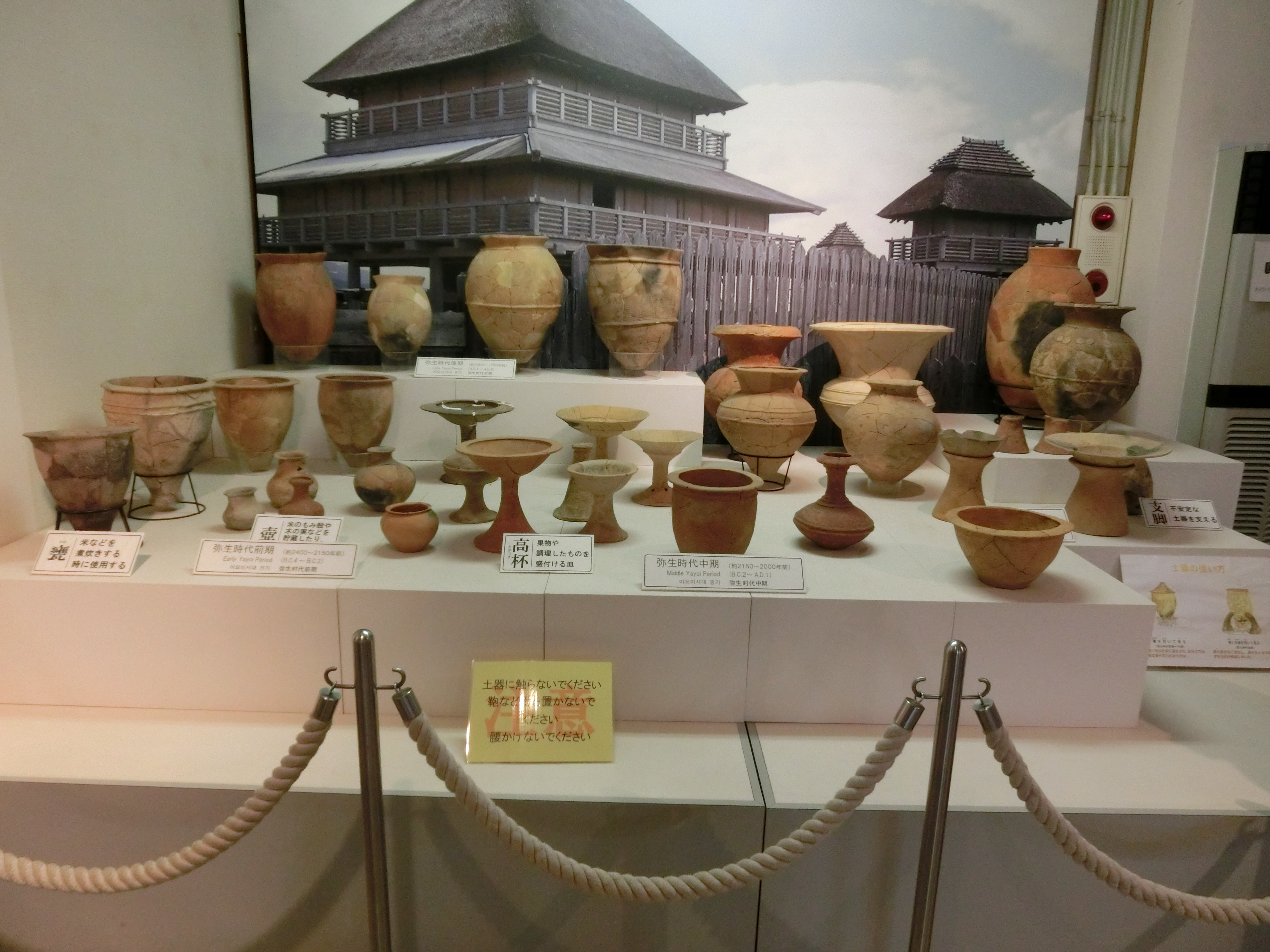
Yayoi-Keramik
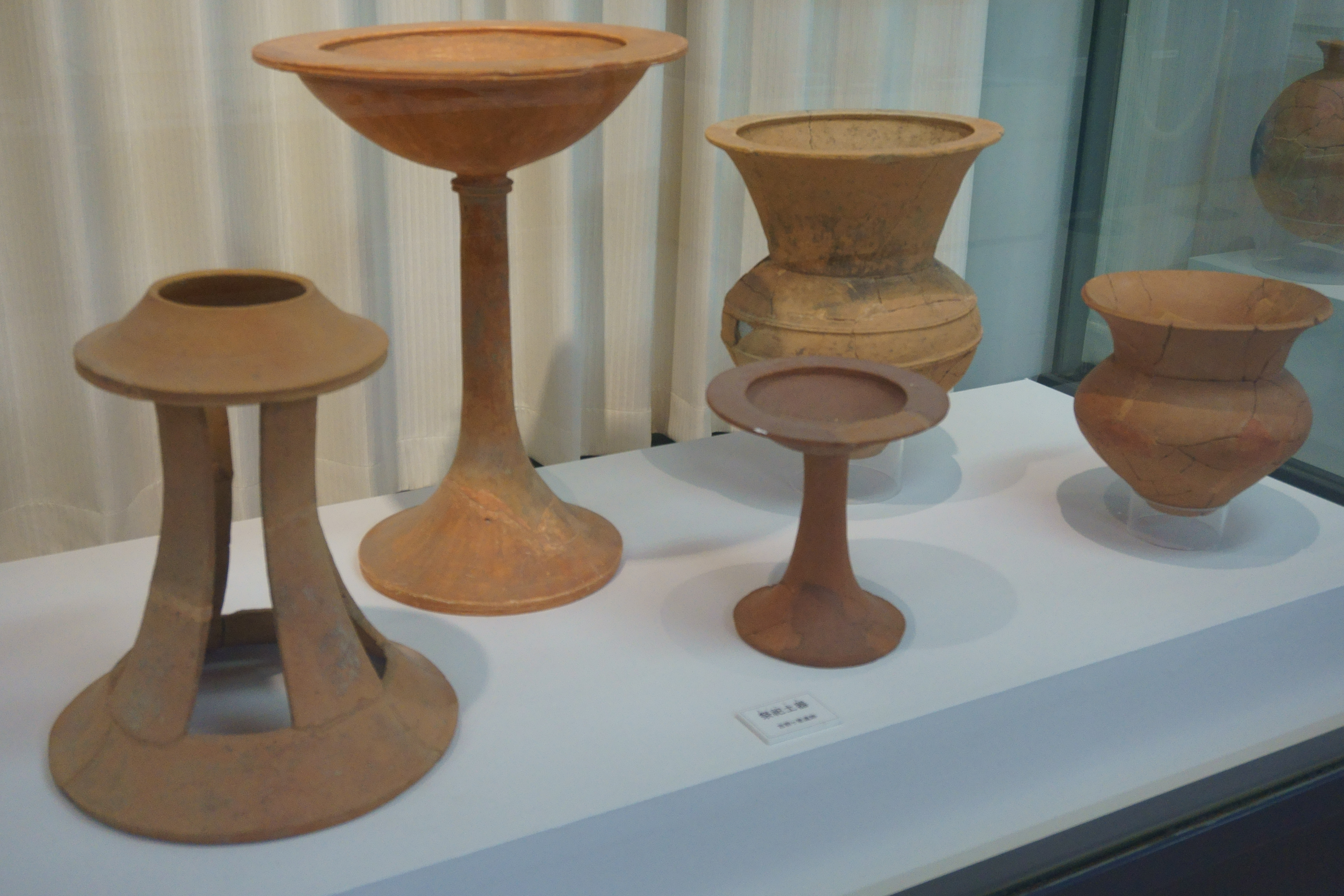
Zermonialgegenstände aus unglasiertem Ton
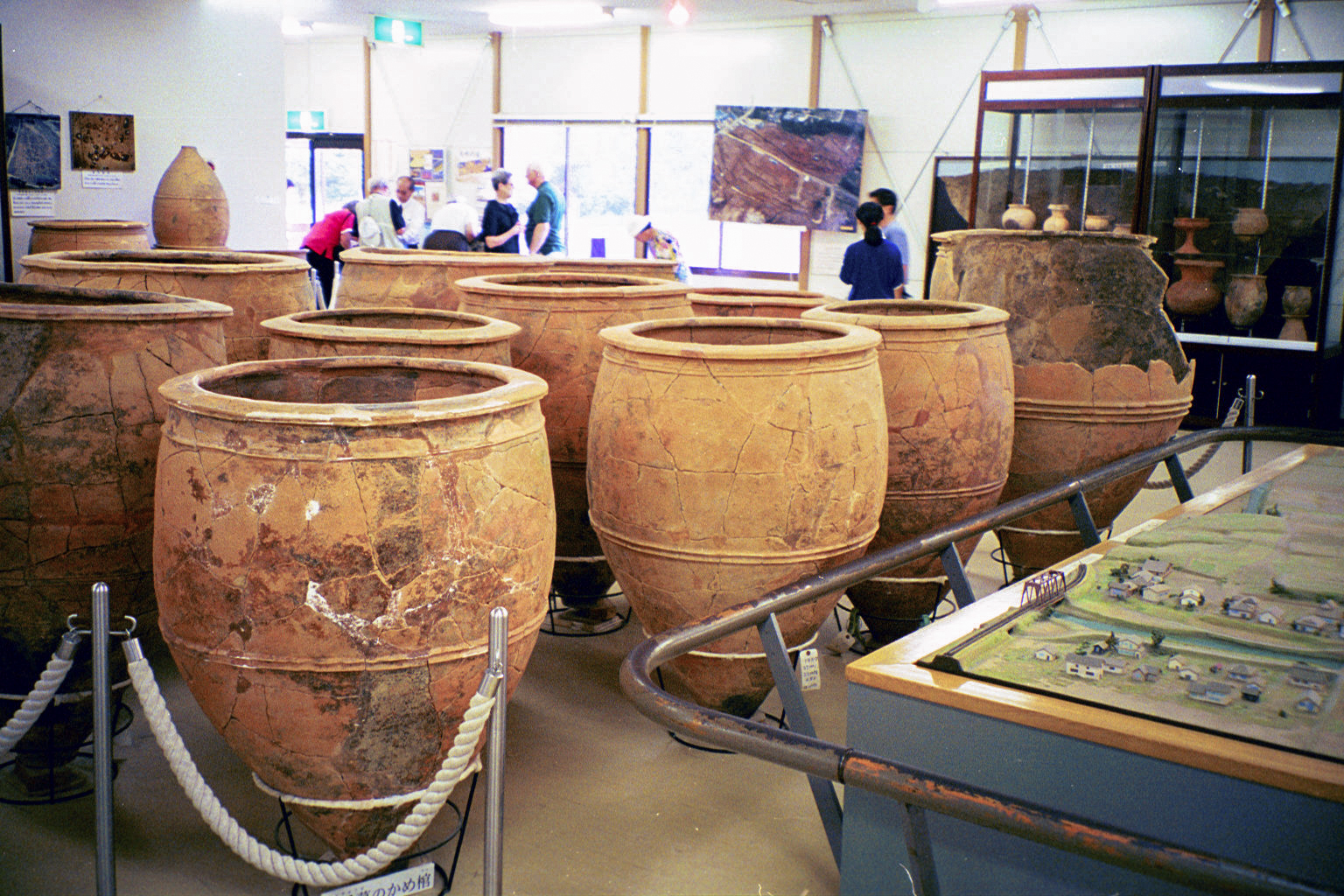
Tonkrugsärge
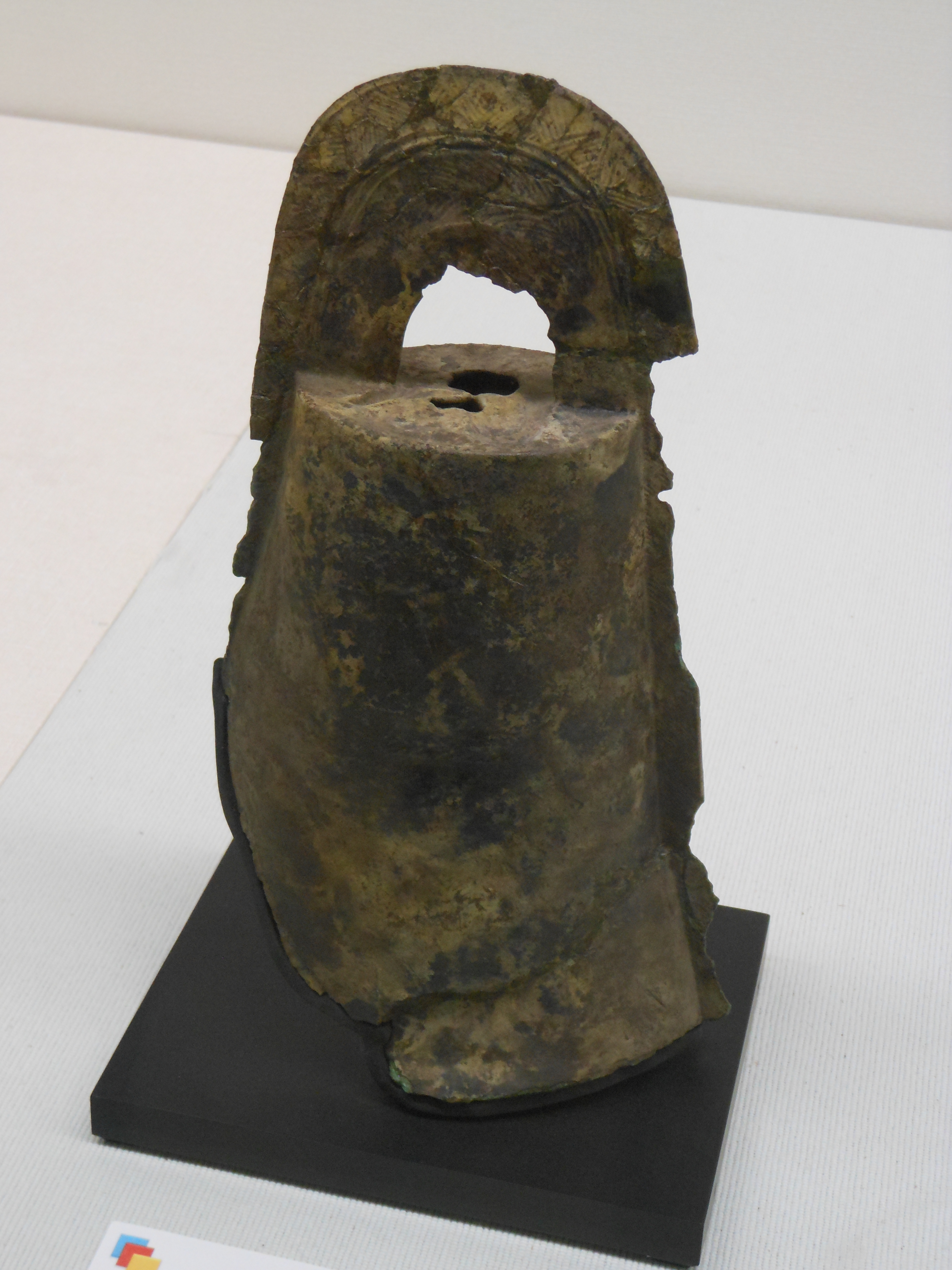
Dōtaku
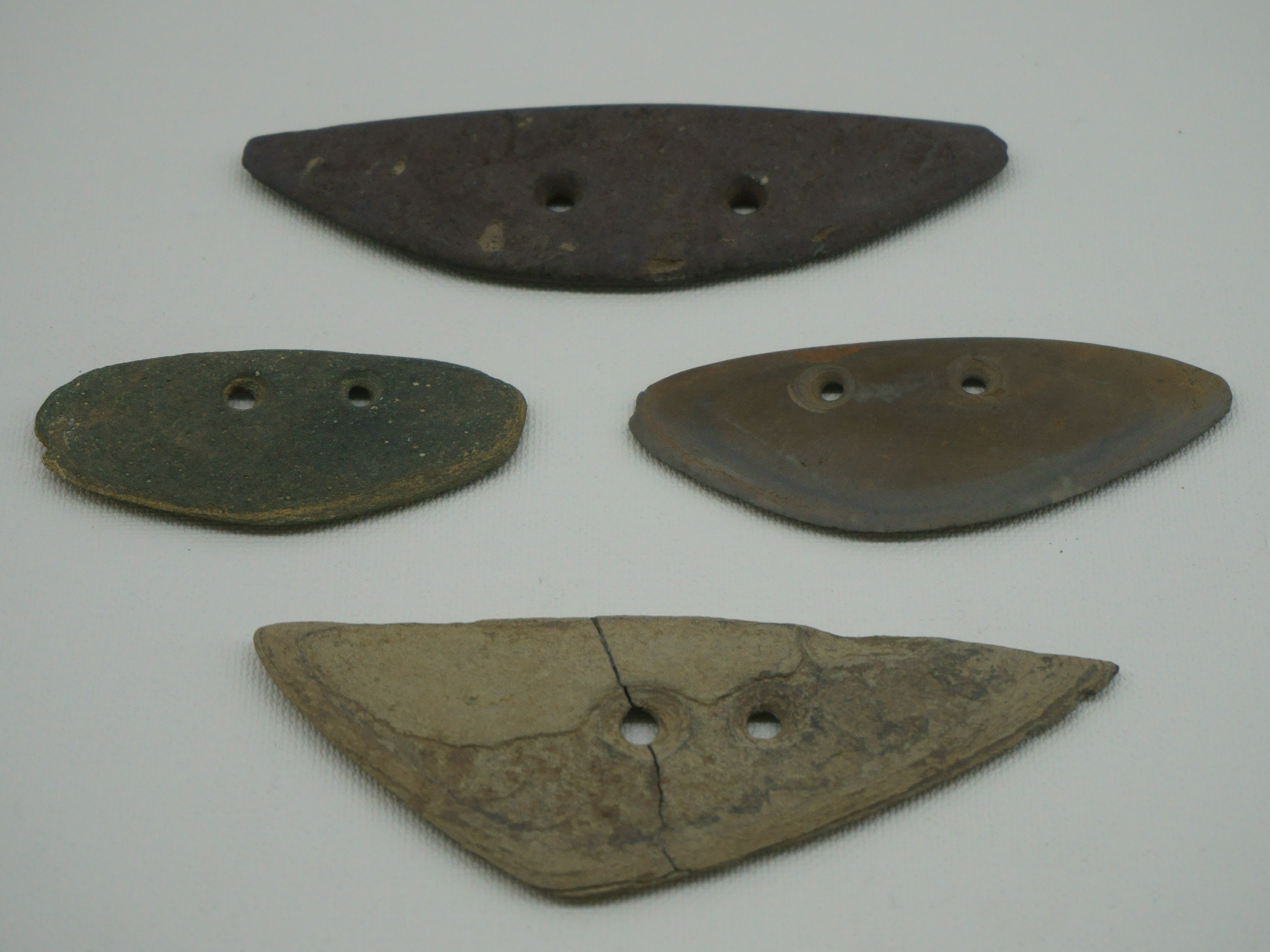
Steinmesser für den Reisanbau[Anm. 2]
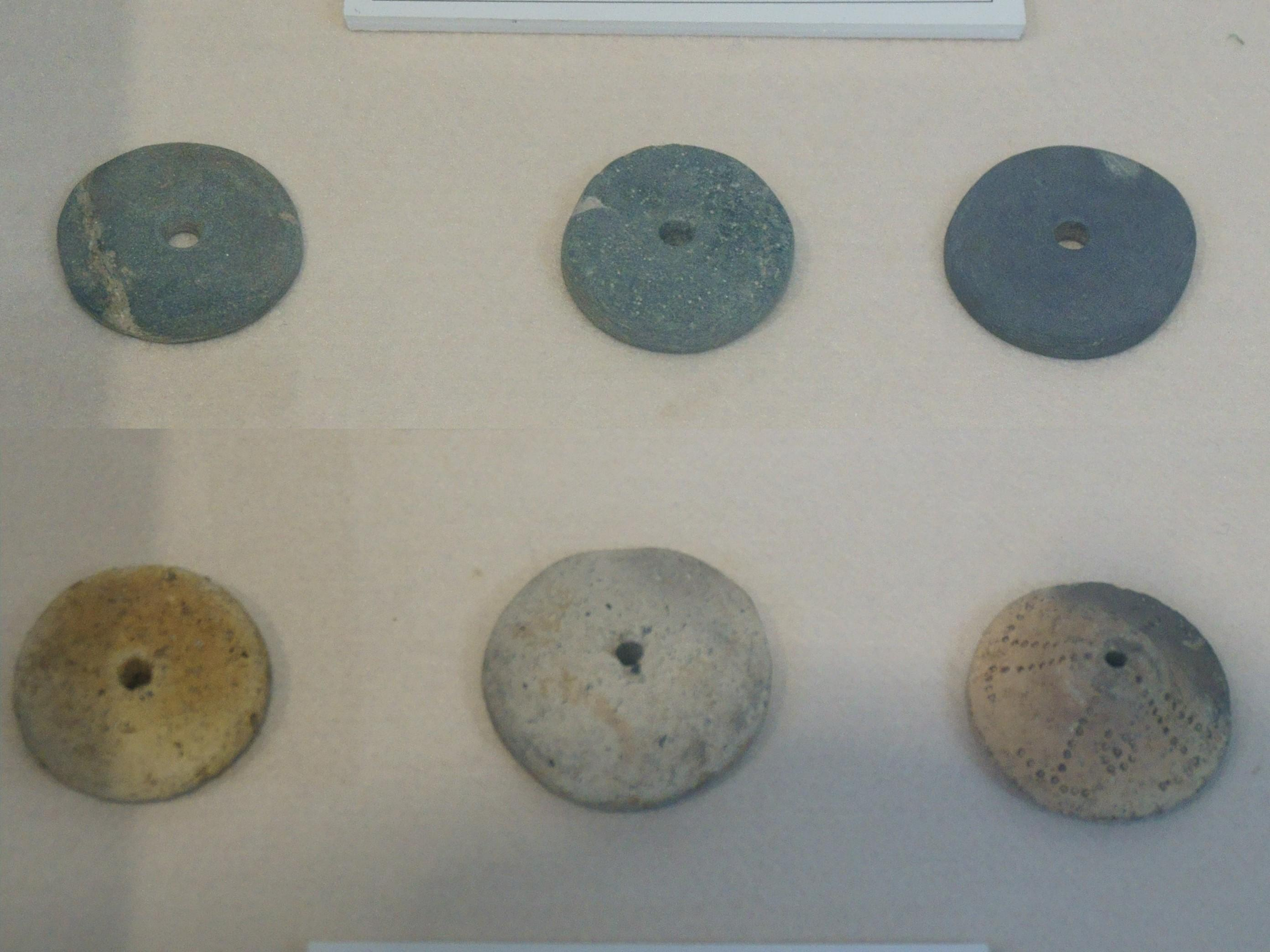
Spinnwirtel